# Steven Ley
Pour les articles homonymes, voir Ley (homonymie).
Steven Victor Ley est professeur de chimie organique à l'université de Cambridge, et un membre du Trinity College. Il a été président de la Royal Society of Chemistry (2000–2002) et a été fait CBE (Commander of the British Empire) en janvier 2002. En 2011, il a été inclus par The Times dans la liste des « 100 personnes les plus importantes de la science britannique ».
Son domaine de recherche principal est la synthèse totale de biomolécules. Son groupe a publié abondamment sur le sujet, et a achevé la synthèse de plus de 130 composés cibles naturels, avec des exemples notables incluant l'indanamycine, la routiennocine, l'avermectine B1a, l'acide okadaïque, la spongistatine, la thapsigargine, l'épothilone A, l'antascomicine B, le bengazole A et la rapamycine. Sa synthèse totale de l'azadirachtine, achevée en 2007, est largement considérée comme un des jalons majeurs en synthèse totale. Au cours de ce travail, il a également permis des avancées importantes dans de nombreux domaines de la chimie organique, parmi lesquelles se trouvent le développement de nouveaux catalyseurs, groupements protecteurs et réactifs. Il est l'un des inventeurs du TPAP, un composé oxydant largement utilisé. Il a aussi été l'un des pionniers de l'utilisation de réactifs immobilisés et des techniques de flux dans la synthèse organique multi-étapes.

## Distinctions et récompenses
Les travaux de Steve Ley, mis en évidence par plus de 840 articles scientifiques, ont été reconnus par environ 40 prix et récompenses majeurs, parmi lesquels les plus récents sont :
- 2018 Prix Arthur C. Cope (American Chemical Society)
- 2011 Royal Medal (Royal Society)[3]
- 2010 Paracelsus Prize (Swiss Chemical Society)
- 2009 Prix Tetrahedron pour la Créativité en Synthèse Organique[4]
- 2009 Heinrich Wieland Prize, récompensé pour des accomplissements exceptionnels dans la synthèse de produits naturels clés (Boehringer-Ingelheim)[5]
- 2008 High Throughput Drug Discovery Methodologies Award (The Royal Society of Chemistry)
- 2008 Prous Institute-Overton and Meyer Award for New Technologies in Drug Discovery (European Federation of Medicinal Chemistry)
- 2008 Hans Herloff Inhoffen Medal, Helmholtz Zentrum für Infektionsforschung, Allemagne
- 2007 SCI Innovation Award
- 2007 Récompense pour Travaux Créatifs en Chimie Organique Synthétique (ACS)
- 2006 Nagoya Gold Medal (Banyu Life Science Foundation International, Japon)
- 2006 Robert Robinson Award and Medal (Royal Society of Chemistry)
- 2005 Yamada-Koga Prize (Japon)
- 2004 Messel Medal Lecture (The Society of Chemical Industry)
- 2004 Innovation of the Year Award : conjointement à AstraZeneca, Avecia et Syngenta (Chemical Industries Association)
- 2004 iChemE Award pour Innovation en Catalyse Appliquée (The iAc Award)
- 2004 Teamwork in Innovation Award (The Royal Society of Chemistry)
- 2004 Alexander-von-Humboldt Award (Allemagne)
- 2003 Prix Ernest Guenther
- 1980 Corday-Morgan Medal et Prix de l'Institut Royal de Chimie